# Dulovo (Rimavská Sobota)
Dulovo es un municipio del distrito de Rimavská Sobota en la región de Banská Bystrica, Eslovaquia, con una población estimada a final del año 2024 de 272 habitantes.
Se encuentra ubicado al este de la región, en la cuenca hidrográfica del río Sajó —un afluente derecho del río Tisza— y cerca de la frontera con la región de Košice y con Hungría.

## Demografía
| Año        | 1994 | 2004     | 2014    | 2024     |
| ---------- | ---- | -------- | ------- | -------- |
| Población  | 166  | 204      | 216     | 272      |
| Diferencia |      | +22,89 % | +5,88 % | +25,92 % |

| Año        | 2023 | 2024    |
| ---------- | ---- | ------- |
| Población  | 271  | 272     |
| Diferencia |      | +0,36 % |